# Katia Mann

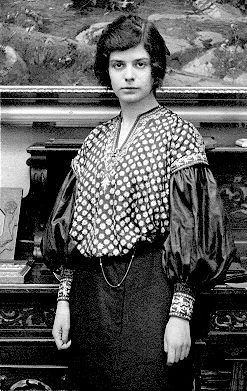
Verlobungsfoto von Katia Pringsheim, 1905

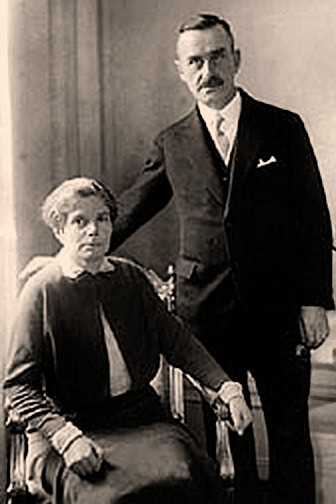
Katia und Thomas Mann, 1929

Katharina Hedwig „Katia“ Mann geborene Pringsheim (* 24. Juli 1883 in Feldafing bei München; † 25. April 1980 in Kilchberg bei Zürich) war die Ehefrau des deutschen Schriftstellers Thomas Mann und Mutter von Erika, Klaus, Golo, Monika, Elisabeth und Michael Mann. Als einzige Tochter des Mathematikprofessors Alfred Pringsheim und der ehemaligen Schauspielerin Hedwig Pringsheim, geborene Dohm, wuchs sie mit vier Brüdern in äußerst wohlhabenden und liberalen Verhältnissen auf. Sie war die Enkelin von Hedwig Dohm.
In Thomas Manns Werken findet sich in mehreren Figuren ein starker Bezug zur Person Katia Mann. Darüber hinaus inspirierte ihn der Kuraufenthalt seiner Frau im schweizerischen Davos zum Roman Der Zauberberg (1924) und zur Erzählung Die Betrogene (1953). Von Katia Mann erschien 1974 eine bearbeitete Darstellung ihres Lebens unter dem Titel Meine ungeschriebenen Memoiren.

## Familie

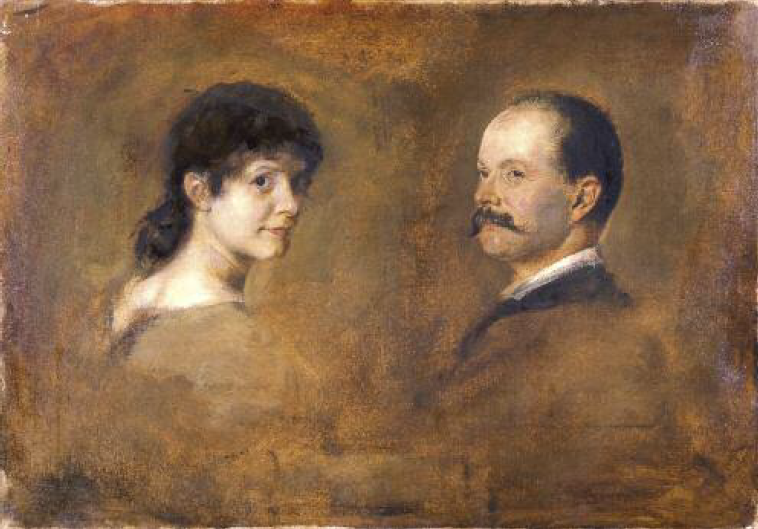
Alfred und Hedwig Pringsheim, 1891 porträtiert von Franz von Lenbach

Katharina Pringsheim (genannt Katia, spätere Mann) war die einzige Tochter neben den vier Söhnen Erik (1879–1908), Peter (1881–1963), Heinz (1882–1974) und ihrem Zwillingsbruder Klaus (1883–1972), des Mathematikprofessors Alfred Pringsheim und dessen Ehefrau Hedwig Pringsheim. Ihr Vater stammte aus der reichen schlesischen Kaufmannsfamilie Pringsheim. Ihre Mutter war eine Tochter der bekannten Schriftstellerin und Frauenrechtlerin Hedwig Dohm, geborene Schleh (eigentlich Schlesinger). Die Familie ihres Großvaters Ernst Dohm hatte ihre Wurzeln ebenfalls in Schlesien und war wie die Familie Schleh ursprünglich jüdischer Herkunft. Die Berliner Fabrikantenfamilie Schleh war jedoch bereits 1817 und die Kaufmannsfamilie Dohm 1827 zum evangelischen Glauben konvertiert. Die Familie Pringsheim war ebenfalls jüdischer Herkunft; Katias Vater bezeichnete sich selbst aber als konfessionslos und ließ alle seine Kinder evangelisch taufen. Dennoch galten er und seine Nachkommen nach den nationalsozialistischen Rassengesetzen als Juden und wurden deshalb verfolgt.
Alle Geschwister Katia Pringsheims ergriffen akademische Berufe. Ihr Zwillingsbruder Klaus war unter anderem als Professor für Komposition in Japan tätig. Peter machte sich als Professor für Physik einen Namen. Heinz war promovierter Archäologe; er wechselte später ebenfalls erfolgreich ins Musikfach. Der Erstgeborene Erik, Jurist, fiel aufgrund seines verschwenderischen Lebenswandels bei seinem Vater in Ungnade und starb, nur 29-jährig, unter mysteriösen Umständen in Argentinien.

## Leben

### Kindheit und Jugend

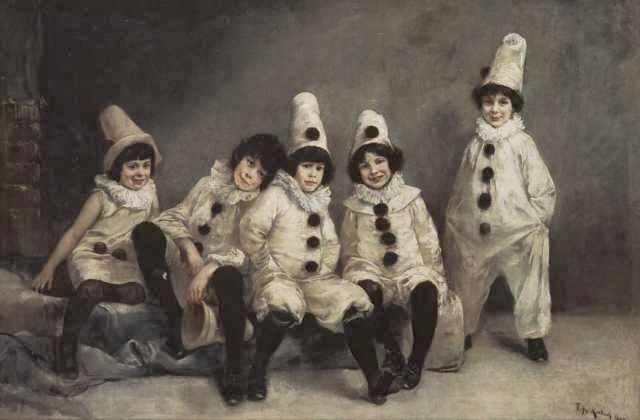
Friedrich August von Kaulbach: Kinderkarneval aus dem Jahr 1888, links Katia Pringsheim

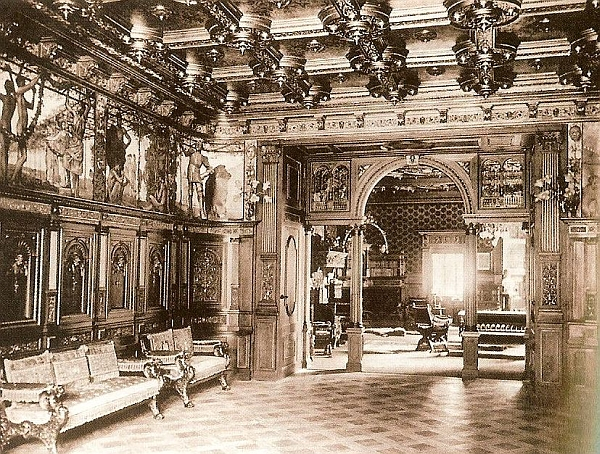
Palais Pringsheim in der Arcisstraße

Katia Pringsheim und ihre Geschwister wuchsen in äußerst wohlhabenden und liberalen Verhältnissen auf. Die Münchner Villa in der Arcisstraße 12 (heute etwa: Katharina-von-Bora-Straße 10), in der die Familie ab 1890 wohnte, hatte eine Fläche von 1500 Quadratmetern und verfügte, neben Dienstbotentrakt, Musiksaal und Bibliothek, auch über Elektrizität, was für damalige Privathäuser noch selten war. Die Villa galt bis Ende der 1920er Jahre als ein gesellschaftlicher Mittelpunkt Münchens. Zu den Dauergästen gehörten neben bekannten Persönlichkeiten aus Politik und Gesellschaft wie Walther Rathenau und Franziska zu Reventlow auch kulturelle Größen wie Else Lasker-Schüler und Hugo von Hofmannsthal. Regelmäßig wurde zu verschiedenen Anlässen dorthin eingeladen, und schon früh nahmen die Pringsheim-Kinder teil. Ihr Auftritt bei einem Kostümball wurde von Friedrich August von Kaulbach in dem Bild Kinderkarneval festgehalten. Thomas Mann besaß eine Reproduktion des Bildes, bevor er Katia kennenlernte. Die als auffallend hübsch beschriebene Katia wurde zudem von Franz von Lenbach porträtiert.

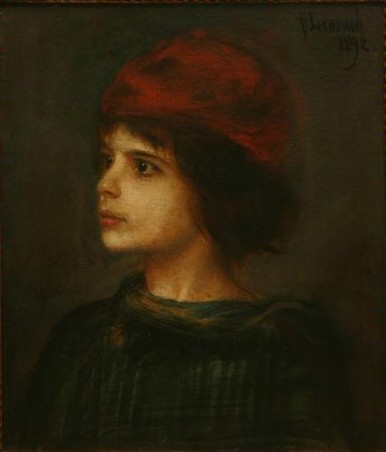
Franz von Lenbach: Porträt von Katia Pringsheim, 1892

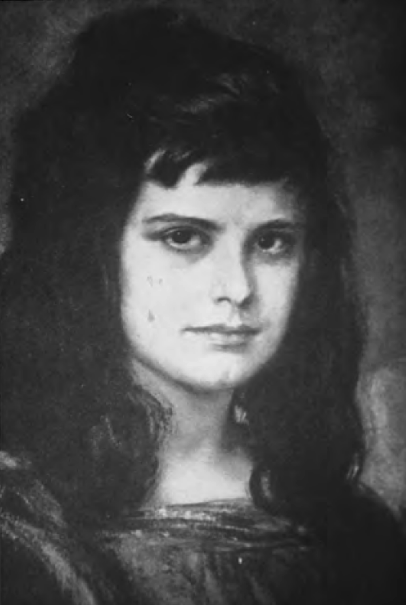
Friedrich August von Kaulbach: Bildnis Katia Pringsheim, 1899

Hohe Anforderungen stellten die Eltern an die schulische Ausbildung ihrer Kinder. Während ihre Brüder das Gymnasium besuchten, erhielt Katia vom siebten Lebensjahr an Privatunterricht und legte 1901 als erste Frau das Abitur in München ab. Da Frauen bis dahin von der staatlichen Abiturprüfung ausgeschlossen waren, musste Katia als sogenannte Privatstudierende ein Vorexamen ablegen, um an der Prüfung des Königlichen Wilhelms-Gymnasiums teilnehmen zu können. Von der Münchener Universität, an der ihr Vater lehrte, wurde ihr auf Antrag die Erlaubnis erteilt, Vorlesungen zu besuchen. Erst ab 1903 war in Bayern Frauen, und damit auch ihr, ein reguläres Studium möglich. Katia Pringsheim gehörte zu den ersten sogenannten aktiven Studentinnen und interessierte sich hauptsächlich für die naturwissenschaftlich-mathematischen Fächer, hörte jedoch auch Vorlesungen in Philosophie.
Im Frühjahr 1904 lernte sie durch Vermittlung der gemeinsamen Bekannten Elsa Bernstein den knapp acht Jahre älteren Thomas Mann kennen. Dieser gab später in einem Briefwechsel mit seinem Bruder Heinrich offen zu, er habe, um Katia Pringsheim für sich einzunehmen, „in Wort und That eine unglaubliche Initiative an den Tag gelegt“. Dass bei seiner Wahl auch Katia Pringsheims familiärer Hintergrund eine Rolle spielte, gilt als sehr wahrscheinlich. In seinem autobiographisch gefärbten Roman Königliche Hoheit von 1909 beschreibt er diese Phase seines Lebens. Katia Pringsheim reagierte zunächst abweisend. „Ich war […] nicht so sehr enthusiasmiert […] ich war zwanzig und fühlte mich sehr wohl und lustig in meiner Haut, auch mit dem Studium, mit den Brüdern, dem Tennisklub und allem, war sehr zufrieden und wußte eigentlich nicht, warum ich nun schon so schnell weg sollte.“ Auch ihre Familie stand Thomas Mann skeptisch gegenüber. Dieser hatte zwar als Schriftsteller mit seinem 1901 veröffentlichten Debütroman Buddenbrooks erste Erfolge vorzuweisen, ihr Vater wünschte sich jedoch für seine Tochter einen Ehemann mit einem bürgerlich solideren Beruf. Keine Rolle für diese zweifelnde Haltung dürfte jedoch Thomas Manns Homosexualität gespielt haben, über die erst später mit Erscheinen seiner Novelle Der Tod in Venedig öffentlich spekuliert wurde.
Im November 1904 willigte Katia Pringsheim schließlich in die Ehe ein. Das Paar heiratete am 11. Februar 1905 standesamtlich in München.

### Ehe

#### Erste Jahre

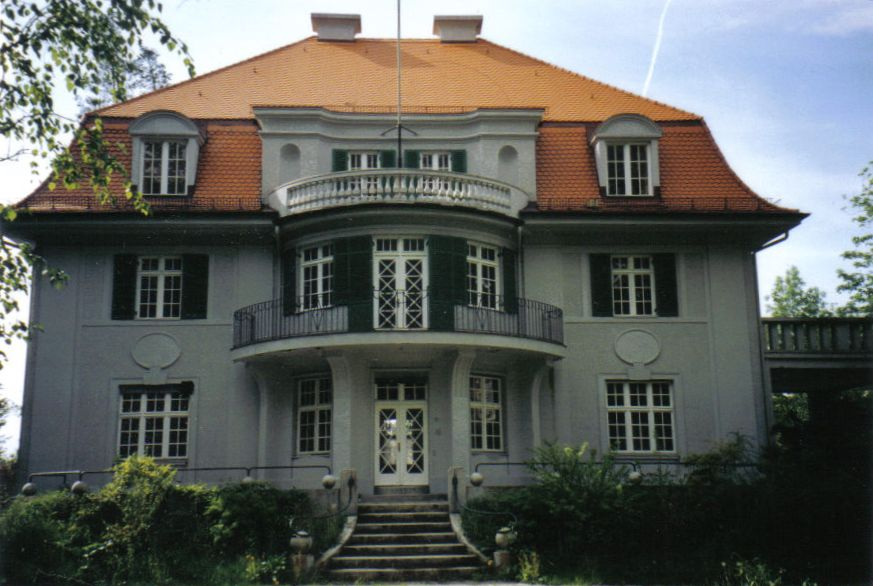
Kulisse der Mann-Villa Poschi auf dem Bavaria-Filmgelände in München

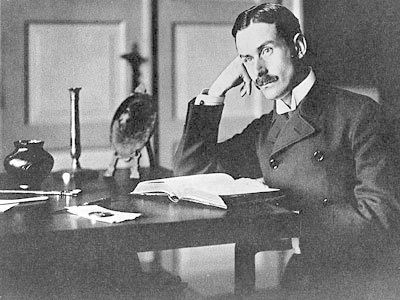
Thomas Mann, 1905

Katia und Thomas Mann bezogen nicht weit von Katias Elternhaus eine Etagenwohnung, die Alfred Pringsheim ihnen eingerichtet hatte. Bereits im November 1905 kam ihre erste Tochter zur Welt. Innerhalb von fünfzehn Jahren wurden sechs Kinder, Erika (1905–1969), Klaus (1906–1949), Golo (1909–1994), Monika (1910–1992), Elisabeth (1918–2002) und Michael (1919–1977), geboren. 1907 hatten sich Thomas Manns Einkünfte bereits so weit verbessert, dass man neben der Stadtwohnung in München ein Wochenendhaus in der Nähe von Bad Tölz bauen konnte. Um den Lebensunterhalt für seine stetig wachsende Familie finanzieren zu können, ging Thomas Mann regelmäßig auf längere Lesereisen. Ab 1910 lebte die inzwischen sechsköpfige Familie Mann in der Mauerkircher Straße 13 in zwei miteinander verbundenen Vierzimmer-Wohnungen. 1914 zog man dann samt Dienstpersonal (Köchin, Stubenmädchen, Kinderfräulein, später auch Chauffeur) in ihre stattliche, liebevoll Poschi genannte Villa in der Poschingerstraße 1 am Herzogpark.
Im Sommer 1911 bekam Katia Mann Lungenbeschwerden und ging 1912 mit der Diagnose „geschlossene Tuberkulose“ zur Kur nach Davos. Tatsächlich dürften ihre Beschwerden anderen Ursprungs gewesen sein, denn später angefertigte Röntgenbilder zeigten, dass sie nie an Tuberkulose erkrankt gewesen sein konnte. In ihrer Autobiografie Meine ungeschriebenen Memoiren notierte sie: „Es war Sitte, dass jene, die es sich leisten konnten, nach Davos oder Arosa geschickt wurden.“
In den folgenden Jahren wiederholten sich regelmäßig und oft monatelang ihre Sanatoriumsaufenthalte im Hochgebirge. Ihre Briefe aus Davos und Arosa, wo sie im Waldsanatorium einen Teil ihrer Kur verbrachte, inspirierten Mann zu seinem Roman Der Zauberberg. Ihre Kinder blieben währenddessen in München und wurden von Kindermädchen betreut. Klaus Mann berichtete über diese Zeit: „In solchen Monaten und halben Jahren herrschten die launischen Damen fast unumschränkt über uns, da unser Vater, wenngleich sehend, nichts von […] erzieherische[m] Furor an sich hatte.“
Ob es sich bei Katia Manns Beschwerden um eine psychosomatische Erkrankung handelte, wie viele es vermuten, ist nicht abschließend geklärt. Dass sie aber in Haushalts- und Erziehungsfragen auf sich allein gestellt war, was eine Überlastung nahelegt, wird aus diversen Quellen deutlich. So hieß es am Ende des Schuljahres 1916/1917 in Klaus Manns Zeugnis: „Der Vater, der Schriftsteller Thomas Mann, erkundigte sich nie nach seinem Sohn, dagegen wiederholt die Mutter, der anscheinend die ganze Erziehung der Kinder obliegt“, und Katia Manns Mutter sollte schon 1906 über den Schwiegersohn geäußert haben, dass er „ein rechter Pimperling“ sei, der „nicht viel verträgt.“ Katia Mann sorgte für die gewünschte Stille im Haus. „Wurde draußen im Garten Wäsche aufgehängt, so schloß er die Fenster des Arbeitszimmers und zog die Vorhänge zu.“

#### Erster Weltkrieg und Weimarer Republik

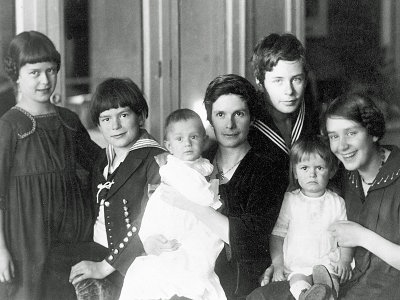
Katia Mann mit ihren sechs Kindern im Jahr 1919 (von links nach rechts: Monika, Golo, Michael, Katia Mann, Klaus, Elisabeth und Erika)

Den Ersten Weltkrieg erlebte Katia Mann mit ihrer Familie in München. Thomas Mann war für den Kriegsdienst zwar für untauglich erklärt worden, aber seine Einnahmen waren rückläufig, weshalb Hauspersonal entlassen werden musste. Das Landhaus in Bad Tölz wurde 1917 gegen eine Kriegsanleihe veräußert.

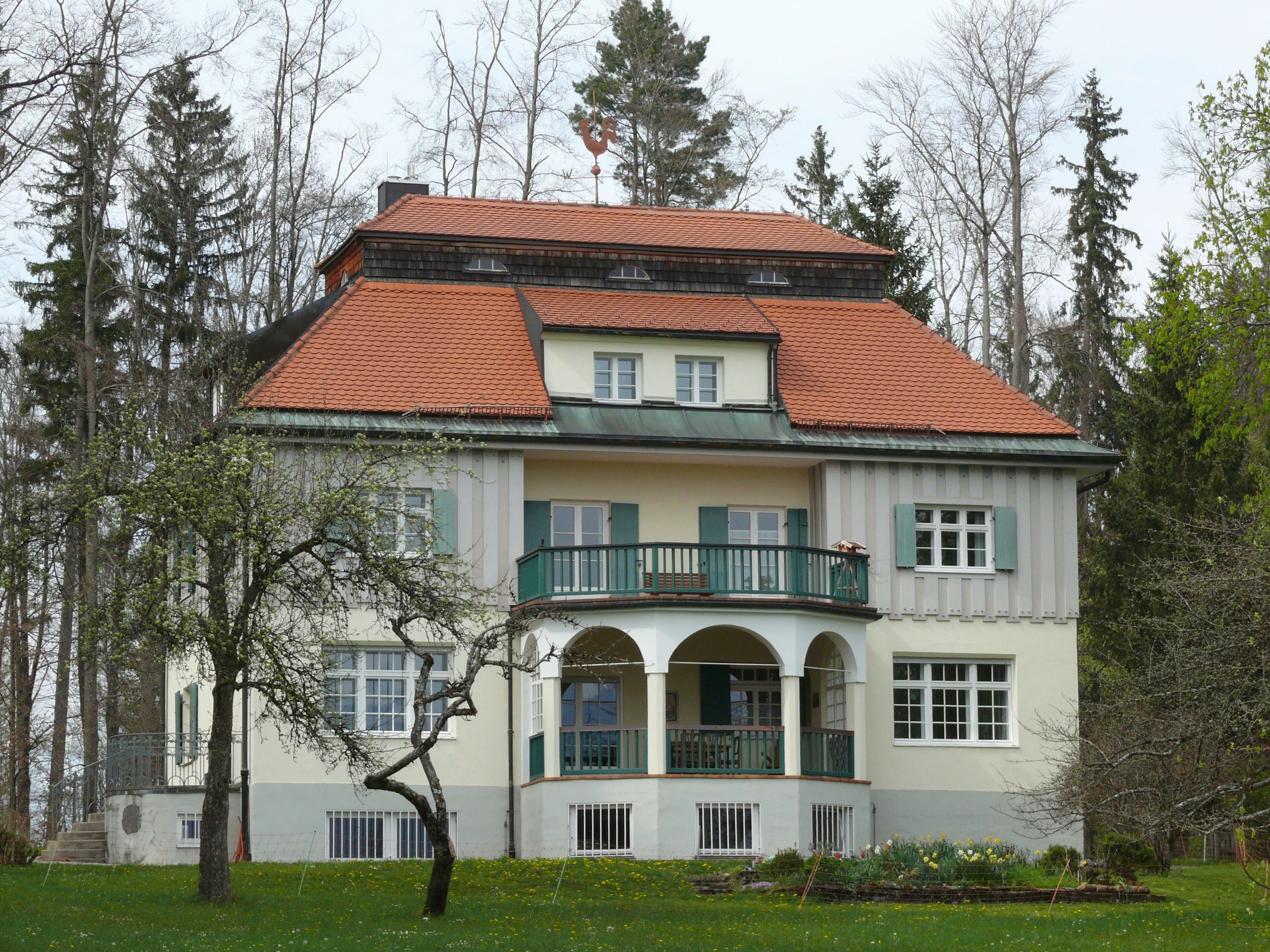
Das Landhaus in Bad Tölz, Foto aus dem Jahr 2022

Um während der Kriegsjahre die Familie mit genügend Lebensmitteln und Kohle zu versorgen, war sie oft stundenlang in München unterwegs. Auch die Nachkriegsjahre wurden mit nun sechs Kindern aufgrund der allgemeinen Wirtschafts- und Versorgungslage zunächst nicht einfacher. Thomas Mann hatte sich während des Krieges mit seinem Essay Gedanken im Krieg  deutschnational geäußert und sich aus diesem Grund mit seinem Bruder Heinrich überworfen. Sein Einkommen, insbesondere die Einnahmen aus ausländischen Buchverkäufen, ermöglichten der Familie weiterhin einen vergleichsweise guten Lebensstandard. Katia Mann jedoch beklagte während eines weiteren Kuraufenthaltes: „Ich habe hier soviel Zeit zum Nachdenken, und da denke ich doch manchmal, daß ich mein Leben nicht ganz richtig eingestellt habe, und daß es nicht gut war, es so ausschließlich auf Dich und die Kinder zu stellen.“

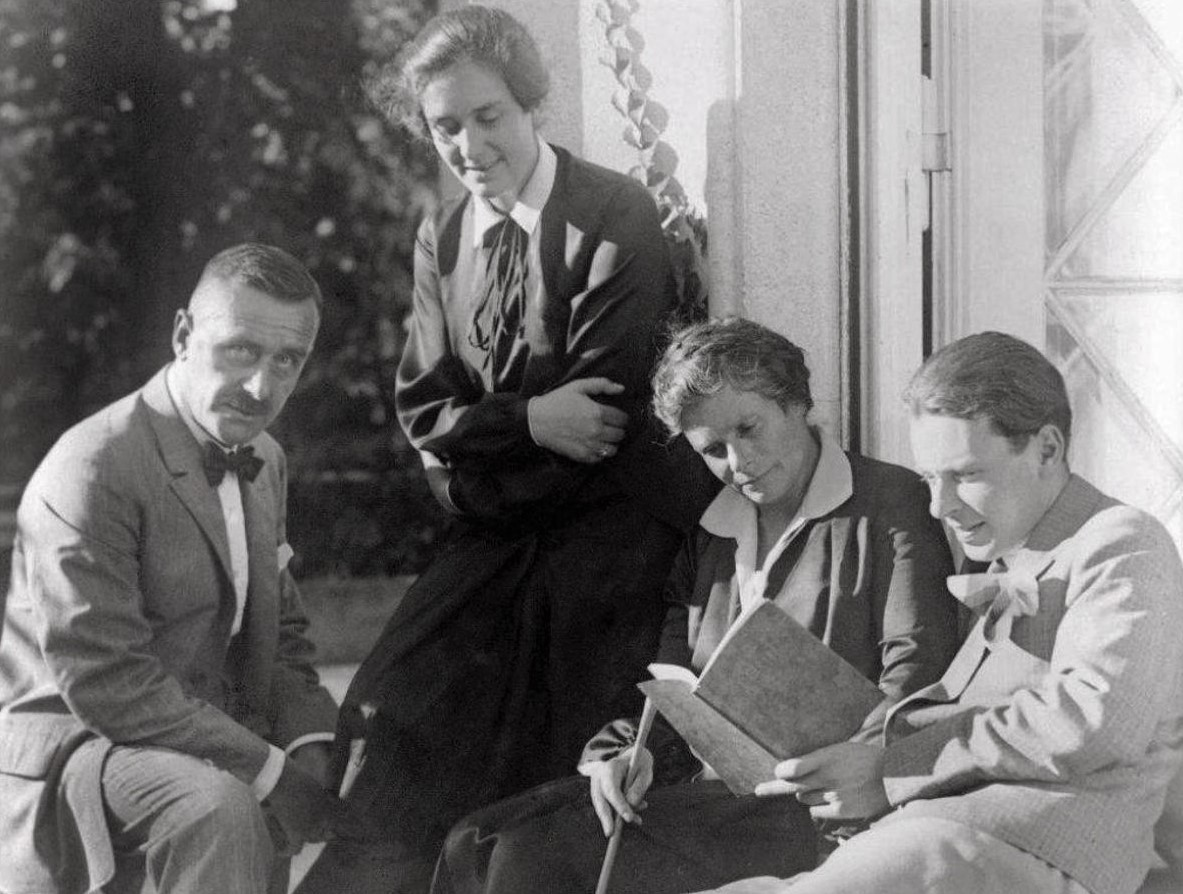
Thomas Mann mit Erika, Katia und Klaus, 1929

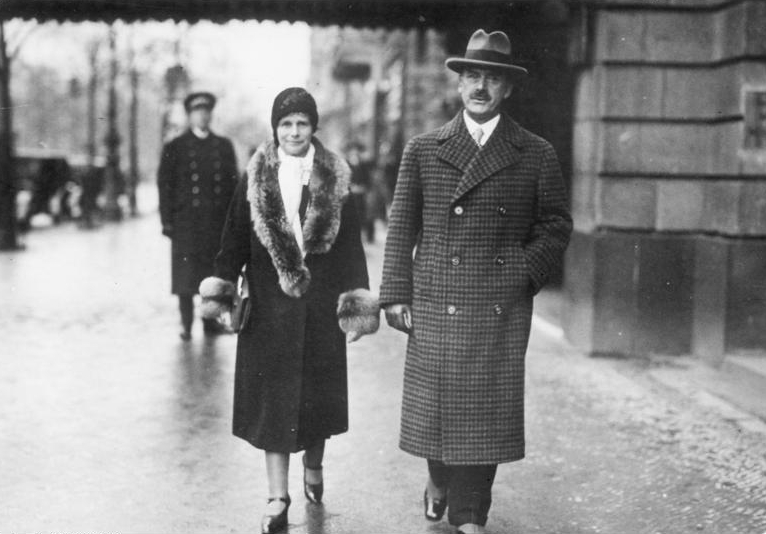
Katia und Thomas Mann vor dem Hotel Adlon in Berlin, 1929

Die schulischen Leistungen der Kinder entsprachen nicht den Erwartungen. Bis auf Elisabeth mussten alle vor dem Abitur die öffentlichen Gymnasien verlassen und wechselten auf Privatschulen, oftmals Internate. 1923 brach Klaus die Schule ganz ab und wurde zunächst Theaterkritiker. Auch Erika schlug nicht die gewünschte akademische Laufbahn ein, sondern begann 1924 nach dem nur mühsam bestandenen Abitur eine Schauspielausbildung. 1926 heiratete sie den Schauspielkollegen Gustaf Gründgens, allerdings hielt die Ehe nur bis 1929.
Katia Mann begleitete Thomas Mann in dieser Zeit regelmäßig auf offiziellen Reisen. Bereits 1920 war ihm von der Universität Bonn die Ehrendoktorwürde verliehen worden, 1926 ernannte ihn der Lübecker Senat zum Professor, und 1929 erhielt er den Nobelpreis für Literatur für sein Werk Buddenbrooks. Einen Teil des Preisgelds verwendete Mann, um die Schulden seiner Kinder Klaus und Erika nach ihrer Weltreise zu tilgen. Außerdem wurden davon der Bau des noch heute als Thomas-Mann-Kulturzentrum gepflegten Sommerhauses in Nidden auf dem heute zu Litauen gehörenden Teil der Kurischen Nehrung und zwei Autos finanziert, der Rest angelegt.
In einer Chronik der Weimarer Republik wird Katia Mann in dem Kapitel Frauen berühmter Männer aufgeführt.

#### Machtübernahme Hitlers und Schweizer Exil

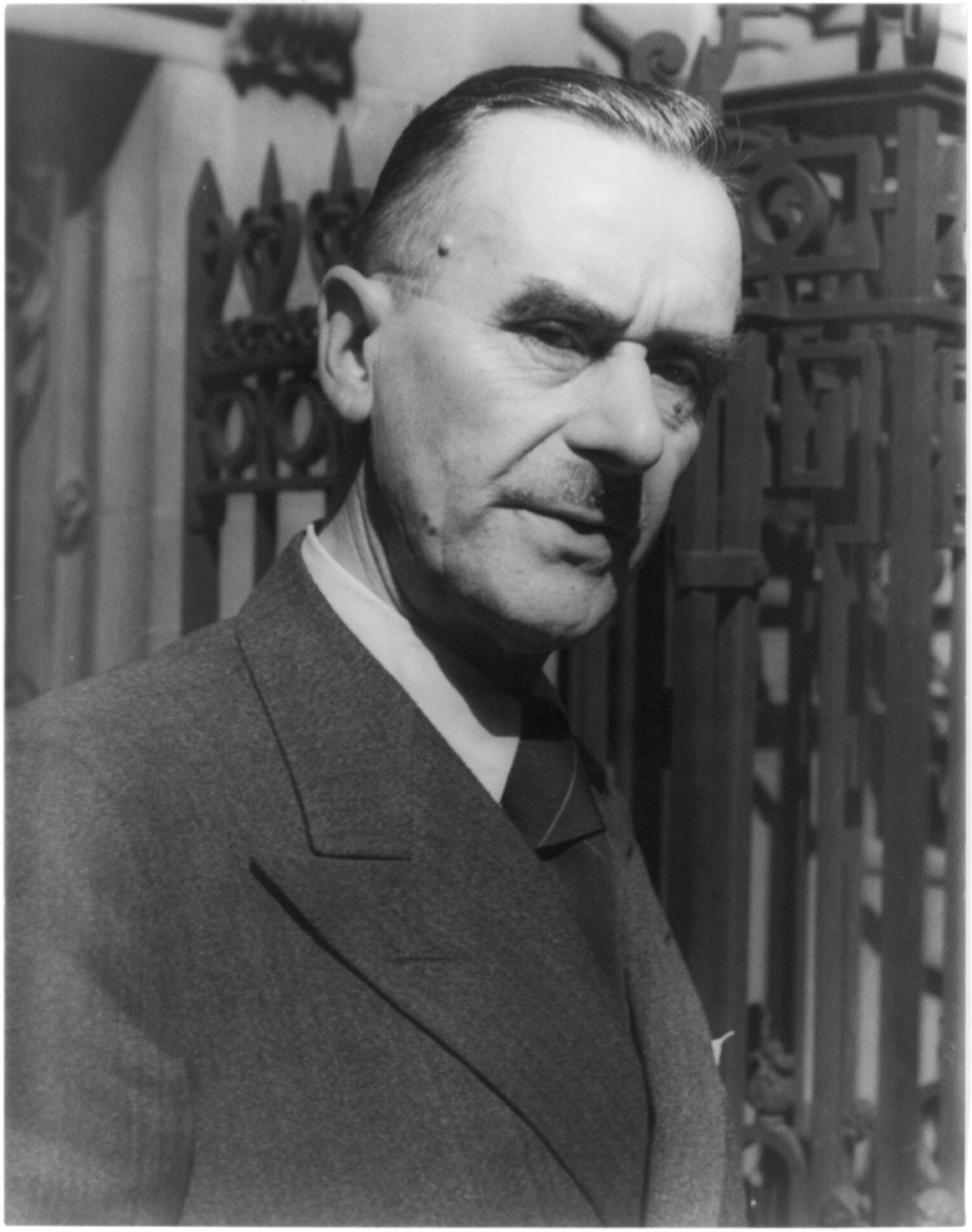
Thomas Mann im Jahr 1937, Foto von Carl Van Vechten

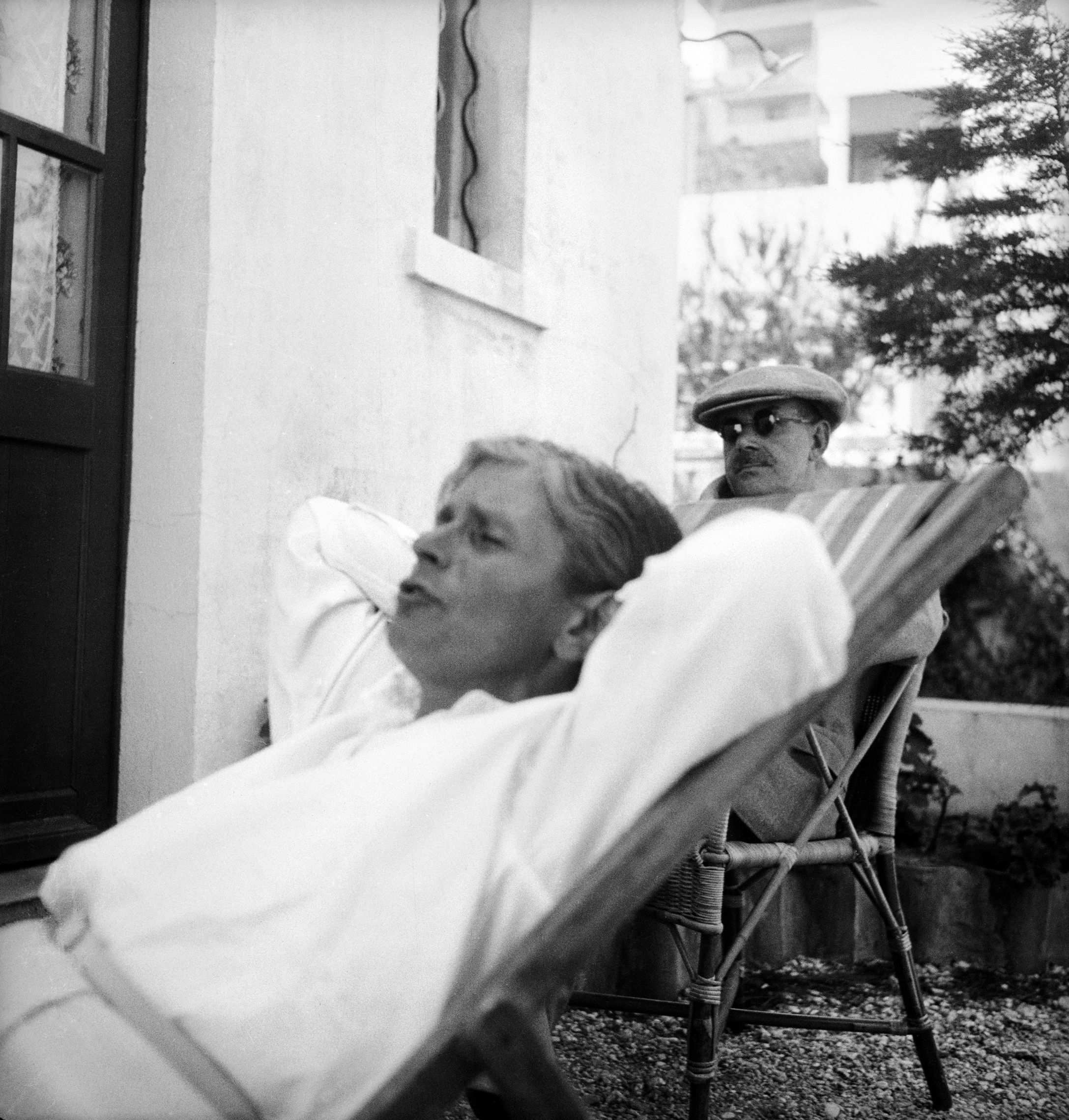
Katia und Thomas Mann in Sanary-sur-Mer im Jahr 1933, Foto von Annemarie Schwarzenbach

Von der Machtergreifung der Nationalsozialisten 1933 erfuhr das Ehepaar Mann während einer Erholungsreise in Arosa. Thomas Mann hatte sich mit seinem Appell an die Vernunft, einer Rede, die er 1930 im Berliner Beethovensaal hielt, gegen den Nationalsozialismus gewandt, und auch Erika und Klaus hatten sich noch im Januar 1933 bei der Premiere ihres politischen Kabaretts Die Pfeffermühle als im Sinne der Nationalsozialisten „deutschlandfeindlich“ gezeigt. Um einer Verhaftung zu entgehen, mussten die Ensemblemitglieder untertauchen. Erika und Klaus Mann warnten ihre Eltern brieflich und telefonisch vor einer Rückkehr nach Deutschland. Klaus Mann fuhr am 13. März nach Paris, während Erika die Joseph-Manuskripte ihres Vaters zusammenraffte und in die Schweiz abreiste, wo sie Thomas Mann die aus dem Elternhaus in München geretteten Manuskripte übergab. Das Haus in München wurde noch im selben Jahr beschlagnahmt und gegen Thomas Mann ein Schutzhaftbefehl erlassen.
Als Zufluchtsort hatten Thomas und Katia Mann sich zunächst für Sanary-sur-Mer in Südfrankreich entschieden, bis sie sich schließlich für die folgenden fünf Jahre im Schweizer Küsnacht niederließen. Außer Klaus, der in Amsterdam an der Gründung der von Annemarie Schwarzenbach finanzierten Zeitschrift Die Sammlung arbeitete, hatte sich dort inzwischen die gesamte Familie versammelt. Ein Teil ihres Hausrats war über Umwege in die Schweiz geschafft worden. Dank Vermögensanlagen im Ausland war ihre Existenzgrundlage weiterhin gesichert. Thomas Mann nahm 1934 seine Lesereisen wieder auf, und Katia Mann begleitete ihn mehrmals in die USA. 
1936 wurde ihnen die deutsche Staatsbürgerschaft aberkannt, aber bis auf Erika, die in zweiter Ehe 1935 den englischen Lyriker W. H. Auden geheiratet hatte, waren die Mitglieder der Familie Mann dank guter Beziehungen zu Präsident Edvard Beneš nun tschechoslowakische Staatsbürger. Für das Ehepaar Mann war die Aberkennung ein schwerer Schlag, doch mehr noch setzten Katia Mann familiäre Schwierigkeiten zu: Erika, Klaus und auch Michael hatten bereits zu dieser Zeit Alkohol- und Drogenprobleme, Monika litt an Depressionen und schrieb Katia „fatale“ Briefe, wie Thomas Mann in seinem Tagebuch vermerkte. 1938 kam Klaus zur Entziehungskur nach Zürich, nachdem sein Drogenkonsum außer Kontrolle geraten war.

#### Amerikanische Jahre

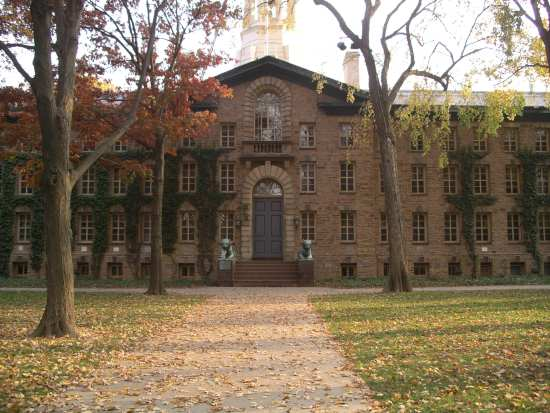
Princeton University, New Jersey

Im März 1938 waren die deutschen Truppen in Österreich einmarschiert. Die Situation jüdischer Flüchtlinge hatte sich auch innerhalb der Schweiz verschärft, und auf ein verkürztes Einbürgerungsverfahren bestand trotz Thomas Manns Prominenz kaum Hoffnung. In dieser unsicheren Lage bot ein von Thomas Manns vermögender Gönnerin Agnes E. Meyer vermittelter Lehrauftrag der Princeton University die Möglichkeit, Europa zu verlassen. Am 17. September 1938 schifften sich Katia und Thomas Mann mit Elisabeth in Southampton auf dem Dampfer Nieuw Amsterdam Richtung USA ein und wurden dort begeistert empfangen. „Erschütternd war der Empfang […] wir haben so etwas noch nie erlebt. Es ist ja gewissermaßen ein Glück hier in Sicherheit zu sein, aber ich persönlich wäre den Ereignissen doch lieber näher.“ Wie bei jedem Umzug lag es an ihr, das neue Haus nach Thomas Manns Gewohnheiten herzurichten. „Genaue Wiederherstellung des Schreibtisches, jedes Stück […] genau an seinem Platz wie in Küsnacht u. schon in München.“ notierte er zufrieden nur eine Woche nach ihrer Ankunft in Princeton. In Molly Shenstone, der Frau des Physikers Allen G. Shenstone, fand Katia Mann die Freundin ihres Lebens.
Katia Manns Wunsch, den Ereignissen näher sein zu wollen, begründete sich auch in der Sorge um ihre Eltern, die sich noch in Deutschland aufhielten und erst am 31. Oktober 1939, einen Tag vor der Schließung der Grenzen, in Zürich eintrafen. Seinen Eltern und Elisabeth war Klaus dauerhaft in die USA gefolgt. Erika war die erste der Familie, die 1937 offiziell in die USA eingewandert war. Die übrigen lehnten eine Emigration zunächst ab. Golo kehrte im Sommer 1939 nach Zürich zurück, und Michael ließ sich nach seiner Hochzeit im März 1939 in London nieder. Monika war in Europa geblieben und heiratete ebenfalls im März in London. Nach Ausbruch des Zweiten Weltkriegs bemühte sich Katia Mann, alle Familienmitglieder ins amerikanische Exil in Sicherheit zu bringen. Michael erreichte unbehelligt im Januar 1940 mit dem Schiff Britannic New York, und Erika flog nach einer Kriegsberichterstattung über das massive Bombardement The Blitz für die BBC London im Oktober 1940 in die USA zurück. Golo war noch im Mai 1940 als Kriegsfreiwilliger nach Frankreich gegangen und dort interniert worden. Er erreichte mit Heinrich Mann und dessen Ehefrau Nelly sowie dem Ehepaar Werfel nach einer dramatischen Flucht zu Fuß über die Pyrenäen zunächst Lissabon. Von dort aus schifften sie sich auf die Nea Hellas ein und gingen am 13. Oktober 1940 in New York von Bord. Monikas Schiff, die City of Benares, war in der Nacht zum 18. September mitten auf dem Atlantischen Ozean von einem deutschen U-Boot versenkt worden, wobei ihr Ehemann Jenö Lányi sein Leben verloren hatte. Sie selbst kam als letztes von Katia Manns Kindern am 28. Oktober 1940 in New York an.

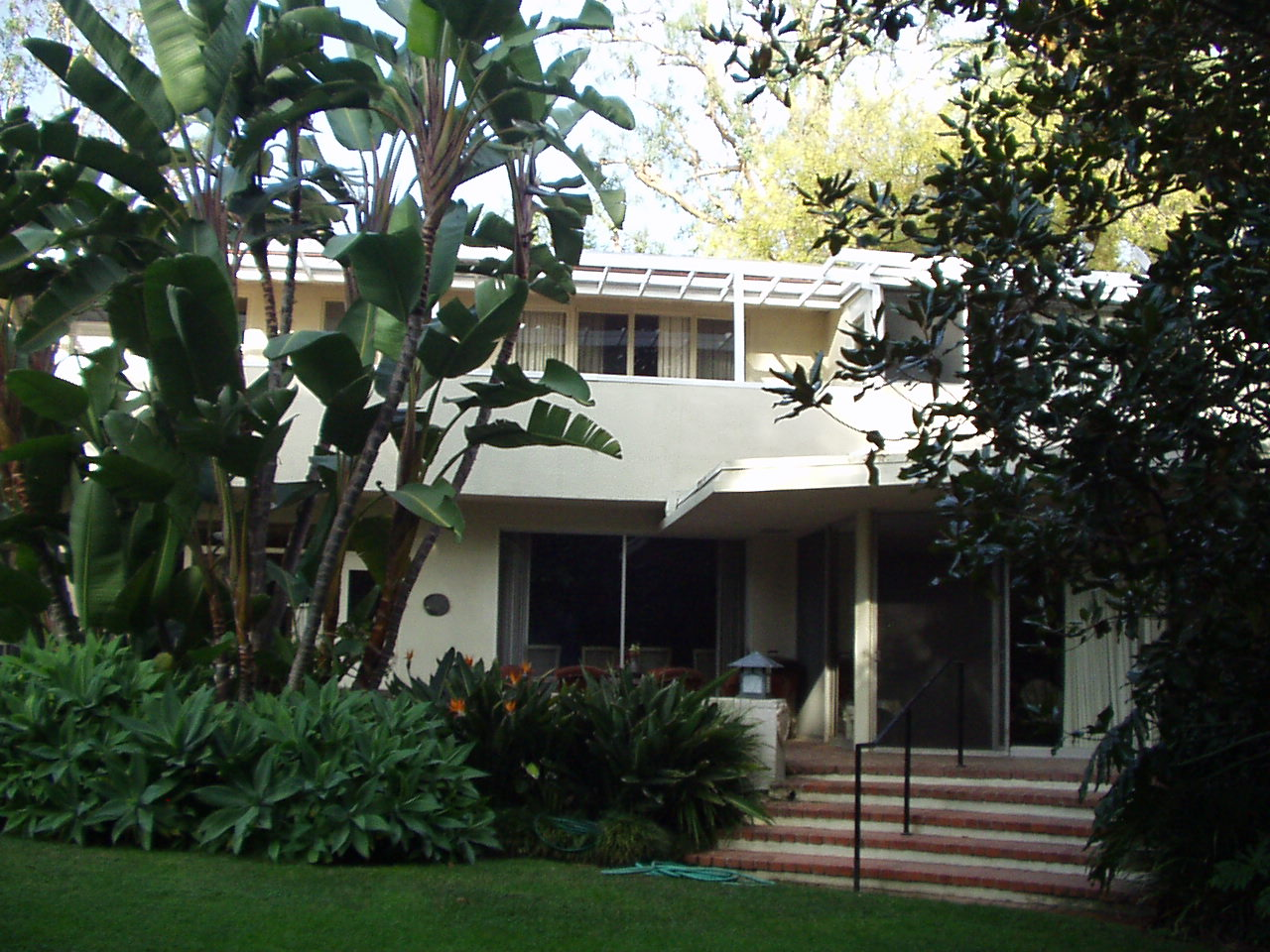
Thomas-Mann-Haus, Pacific Palisades (2006)

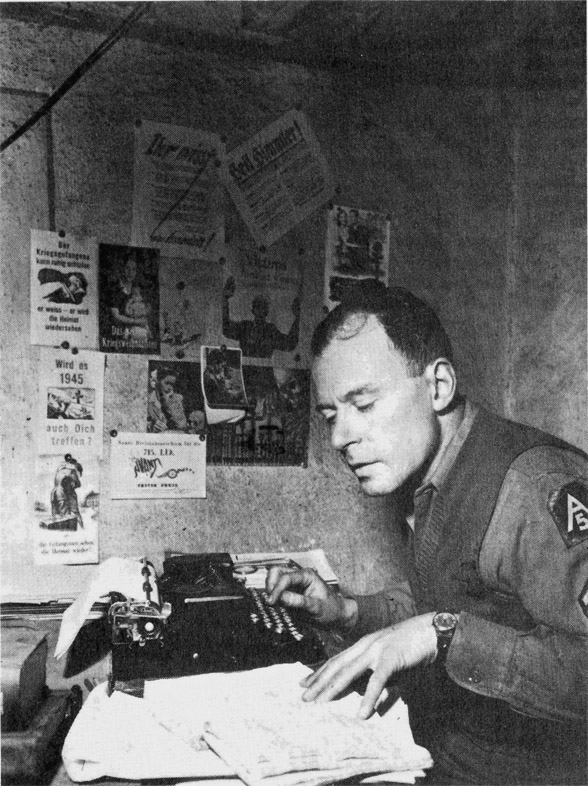
Klaus Mann als US-Sergeant in Italien, 1944

1941 starb Katia Manns Vater und ein Jahr später ihre Mutter in Zürich im Exil. Beide Todesnachrichten erhielt sie in Kalifornien, wohin sie im April 1941 gezogen waren. Thomas Mann hatte dort mit der Filmgesellschaft Warner Brothers einen Autorenvertrag abgeschlossen, der ihnen nicht nur die finanzielle Unterstützung ihrer Kinder, sondern auch den Unterhalt eines großen Anwesens am San Remo Drive 1150 in Pacific Palisades einschließlich Personal ermöglichte. Die Innenausstattung des Hauses übernahm Katia Mann zusammen mit dem Innenarchitekten Paul Huldschinsky. Auch für die Einstellung des Personals war Katia Mann verantwortlich, doch wechselten die Bediensteten in den zehn Jahren in Pacific Palisades sehr häufig.
Katia Mann war mittlerweile zweifache Großmutter geworden: durch die Geburt von Fridolin „Frido“ (* 31. Juli 1940), Sohn Michaels, und von Angelica Borgese (* 30. November 1940), Tochter von Elisabeth, die 1939 den Italiener Giuseppe Antonio Borgese geheiratet hatte. Kurz vor ihrem 59. Geburtstag folgte mit Antony Mann (* 20. Juli 1942) der dritte Enkel, wiederum ein Sohn Michaels. Im selben Jahr traten die USA in den Krieg ein. Erika, Klaus und Golo meldeten sich trotz Missbilligung Katia Manns freiwillig zur amerikanischen Armee und leisteten bis Kriegsende ihren Dienst in Europa. Beide Söhne waren 1943 amerikanische Staatsbürger geworden, Katia und Thomas Mann wurde die amerikanische Staatsbürgerschaft erst im Juni 1944 verliehen, während Erika sie trotz Antrags nicht erhalten hatte.
Im April 1946 wurde Thomas Mann an der Lunge operiert, und Katia Mann schrieb in die Heimat: „Eine solche Lungenoperation ist unter allen Umständen ein schwerer Eingriff und in hohem Alter doppelt ernst.“ Ein Krebstumor war bei dem über Siebzigjährigen entfernt worden. Von dem Eingriff erholte er sich so gut, dass sie ein Jahr später auf Vortragsreise nach Europa gehen konnten. Erika, beruflich glücklos, kehrte 1948 in ihr Elternhaus zurück, um Thomas Mann „[…] als Sekretärin, Biographin, Nachlaßhüterin […]“ zu unterstützen. Sie begleitete ihre Eltern auch auf einer weiteren Vortragsreise nach Europa im Jahr 1949, während der in Stockholm die Nachricht eintraf, dass sich Klaus am 21. Mai in Cannes mit Tabletten das Leben genommen hatte. „Mein Mitleid innerlich mit dem Mutterherzen und mit E. Er hätte es ihnen nicht antun dürfen“, schrieb Thomas Mann am 22. Mai in sein Tagebuch. 
Dem Suizid gingen bereits mehrere Versuche voraus. An seiner Beerdigung nahm nur Klaus’ Bruder Michael teil.
Katia Mann war bereits 1942 an der Gebärmutter operiert worden, und 1950 folgte eine weitere Operation am Unterleib. Kurz darauf ließ sich die vierfache Großmutter – ihre Enkelin Dominica Borgese (* 6. März 1944) kam noch vor Kriegsende auf die Welt – mit fast 67 Jahren die Brüste straffen. Doch viel Zeit zur Erholung blieb ihr nicht. In Chicago besuchte sie Elisabeth, die sich in einer schweren Ehekrise befand, und stand auch Michael bei, dessen Ehe und Musikkarriere aufgrund einer unglücklichen Affäre mit der Schwester Yehudi Menuhins, Yaltah Menuhin, zu scheitern drohte. Und Erika, durch den Tod ihres Bruders tief erschüttert, glitt weiter in ihre Drogensucht ab. „Es schmerzt mich, daß Erika ihre geliebte Mutter enerviert und deprimiert, ja reizt durch ihre große Bitterkeit.“ Hinzu kamen 1951, angesichts des veränderten gesellschaftlichen und politischen Klimas der McCarthy-Ära, erste Überlegungen, nach Europa zurückzukehren.

#### Rückkehr in die Schweiz – Tod Thomas Manns

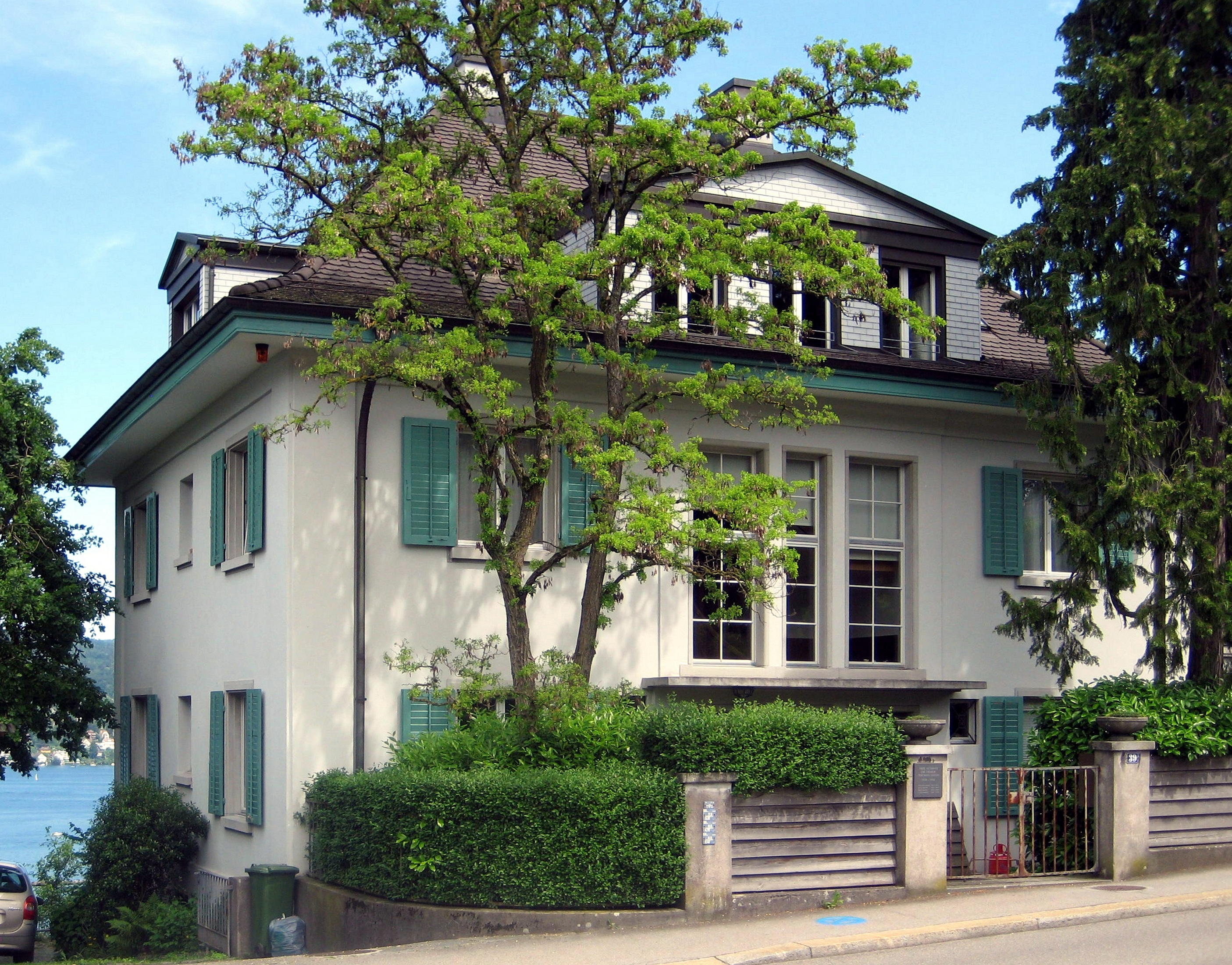
Das Haus in der Alten Landstrasse 39, 2009; am Eingang eine Tafel mit den Namen und Wohndaten der Familie Mann

Mitte 1952 erreichten Katia und Thomas Mann Zürich und mieteten sich übergangsweise in Erlenbach nahe Küsnacht ein. Ihnen vorausgereist waren Golo und Erika. Elisabeth war mit ihrer Familie in die Heimat ihres Mannes nach Florenz gezogen. Borgese verstarb noch 1952 an einem Hirnschlag, und Elisabeth kehrte vorübergehend zu ihren Eltern zurück. Während sich in den USA das Interesse an dem Schriftsteller Thomas Mann allmählich verloren hatte, wurde er in der Schweiz, Deutschland und Italien nun wieder mit Ehrungen und Vortragsanfragen überhäuft, die koordiniert werden mussten.
Im Jahr 1954 fand Katia Mann nach längeren Bemühungen ein Haus in Kilchberg am Westufer des Zürichsees, Alte Landstrasse 39, das Thomas Manns Vorstellungen entsprach, „entschieden angenehm und erfreulich, nicht herausfordernd, aber anständig und bequem.“ lautete sein Urteil. Im Juli 1955 klagte Thomas Mann im holländischen Seebad Noordwijk gegenüber Katia erstmals über Schmerzen im Bein. Er starb in ihrem Beisein am 12. August 1955 im Kantonsspital in Zürich an den Folgen von Arteriosklerose. Thomas Mann wurde auf dem Kilchberger Friedhof begraben.

### Letzte Jahre
Katia Mann blieb mit Erika, die sich um Thomas Manns Nachlass sowie die literarischen Hinterlassenschaften von Klaus kümmerte, in dem Kilchberger Haus wohnen. Erika begleitete Katia Mann auch zu den seltener gewordenen öffentlichen Auftritten, da sie sich, anders als ihre Tochter, weiterhin lieber im Hintergrund hielt. Dass sie „so gar nicht zum […] sich pfauenhaft aufplusternden Typus der Schriftstellergemahlin gehört[e]“, wurde in einem Artikel zu ihrem 75. Geburtstag im Badener Tagblatt vom 24. Juli 1958 festgestellt. Gesellschaftlich war es mit Thomas Manns Tod ruhiger um sie geworden, aber einsam war sie in ihren letzten Lebensjahrzehnten nicht. Golo hatte 1965 seinen Lehrstuhl für Politik an der Stuttgarter Universität aufgegeben und machte als freischaffender Historiker das Kilchberger Haus zu seinem Hauptwohnsitz. Auch Elisabeth reiste regelmäßig aus der Toskana an, wo sie als Schriftstellerin und Journalistin arbeitete. Monika hatte sich auf Capri niedergelassen und kam wie Michael nur selten zu Besuch. Letzterer hatte in den USA ein Germanistikstudium aufgenommen, jedoch seine Söhne bei Katia Mann in der Schweiz gelassen. Frido, ihr Lieblingsenkel, wohnte dort bis zum Abschluss seines Musikstudiums.

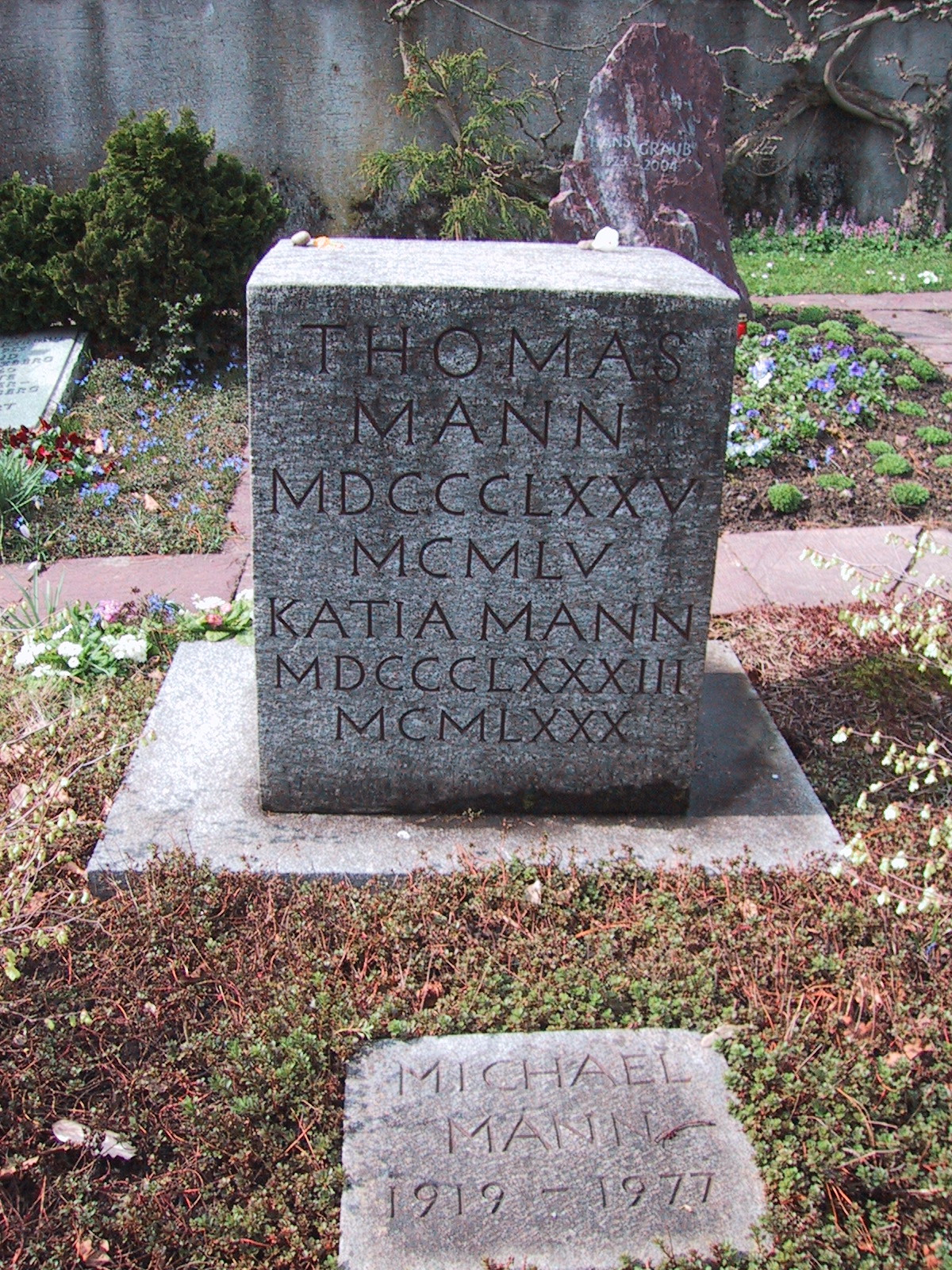
Das Kilchberger Familiengrab

Im November 1962 wurde nach den hierfür erforderlichen zehn Jahren aus der US-Amerikanerin Katia Mann eine Schweizerin. Zuvor hatte sie wie jeder Antragsteller ausreichend gute Kenntnisse der Landesgeschichte und -kunde nachweisen müssen. Nach mehreren Verkehrsunfällen wurde ihr 1964 die Fahrerlaubnis entzogen. Bereits seit Anfang der 1930er Jahre war sie zwar eine begeisterte Automobilistin, aber, obwohl technisch „eine glänzende Fahrerin, ängstigt[e] sie uns gelegentlich durch übertriebenes Gottvertrauen.“ 
1969 starb Erika an einem Gehirntumor und wurde im Familiengrab in Kilchberg beigesetzt. Und nach Ehemann und zwei Kindern verlor Katia Mann 1972 mit ihrem Zwillingsbruder einen weiteren wichtigen Menschen. „Wer so lange lebt, muß viele überleben“, stellte sie im Jahr ihres neunzigsten Geburtstags dazu fest. 1975 jährte sich der zwanzigste Todestag Thomas Manns, und Katia öffnete nach Ablauf der Sperrfrist seine Tagebücher. Michael übernahm auf Bitten seiner Mutter die Hauptvorbereitungsarbeit der Veröffentlichung. In der Silvesternacht 1976/1977 starb er an einer Kombination von Alkohol mit Barbituraten. Er wurde neben Vater und Schwester bestattet. Vor der inzwischen an Altersdemenz erkrankten Mutter, die damit ihr drittes von sechs Kindern überlebte, wurde sein Tod geheim gehalten.
Am 25. April 1980 starb Katia Mann im 97. Lebensjahr. Sie wurde im Kilchberger Familiengrab beerdigt.

## Wirken
Marcel Reich-Ranicki bezeichnete sie in einem Nachruf als „Eine literaturhistorische Figur, […] – in einer Reihe also mit Goethes Christiane und Schillers Charlotte, mit Heines Mathilde und Fontanes Emilie.“ So findet sich ein starker Bezug zur Person Katia Mann bei Figuren folgender Werke:
- Imma Spoelmann in Königliche Hoheit (Roman 1909)
- Sieglind in Wälsungenblut (Novelle 1906)
- Frau Professor Cornelius in Unordnung und frühes Leid (Erzählung 1926).

In seinem 1990 veröffentlichten Buch über Thomas Mann und die Seinen führt Reich-Ranicki zur Rolle Katia Manns weiter aus, dass sie, „indem sie zwischen Thomas Mann und der Umwelt, zwischen seinem Werk und dem täglichen Leben vermittelte, sein Werk erst ermöglichte und damit zu den oft unterschätzten Frauen gehört, denen Deutschland unendlich viel zu verdanken hat“. Über Katia Mann sind mittlerweile zahlreiche Biografien erschienen, die ihr postum in der Öffentlichkeit eine große Anerkennung verleihen.
„Ich habe tatsächlich mein ganzes, allzu langes Leben immer im strikt Privaten gehalten. Nie bin ich hervor getreten, ich fand das ziemte sich nicht. Ich sollte immer meine Erinnerungen schreiben. Dazu sage ich: In dieser Familie muß es einen Menschen geben, der nicht schreibt. Daß ich mich jetzt auf dieses Interview einlasse, ist ausschließlich meiner Schwäche und Gutmütigkeit zuzuschreiben.“ (Katia Mann, 1973). Aus diesem Interview mit ihrem Sohn Michael und Elisabeth Plessen entstand der umfassende Lebensbericht Katia Mann: Meine ungeschriebenen Memoiren, der 1974 erschien.
Gottfried Bermann Fischer, Verleger Thomas Manns, äußerte gegenüber Katia Mann 1935 in einem Brief: „Ich weiß, wieviel es Ihrer Stärke und Unermüdlichkeit zu verdanken ist, daß Thomas Mann sein großes Werk schaffen und vollenden konnte. Gegenüber allem, was seine labile und feinnervige Natur so tief erschüttern mußte, waren Sie die Bewahrerin und Beschützerin, die durch kluge Aktivität den brutalen Anprall ausglich und das Gleichgewicht wieder herstellte.“ Er bezog sich damit auf den Abschluss der Joseph-Tetralogie, die Thomas Mann im Schweizer Exil fertigstellte und deren dritter Band 1936 in dem von Bermann Fischer neugegründeten Wiener Exilverlag erschien. Katia Mann findet sich hier in der Person Rahels wieder, einer jungen Frau, die Mann als „hübsch und schön“ beschrieb und bei der „Geist und Wille, ins Weibliche gewendete Klugheit und Tapferkeit hinter dieser Lieblichkeit wirkten.“.

### Selbstzeugnisse und Biografien
- Katia Mann: Meine ungeschriebenen Memoiren. Hrsg. v. Elisabeth Plessen u. Michael Mann. S. Fischer, Frankfurt 1974, ISBN 3-10-046701-9; Fischer-Taschenbuch-Verlag, Frankfurt 2000, ISBN 3-596-14673-9.
- Inge und Walter Jens: Frau Thomas Mann. Das Leben der Katharina Pringsheim. Rowohlt, Reinbek 2003, ISBN 3-498-03338-7.
- Kirsten Jüngling & Brigitte Roßbeck: Katia Mann. Die Frau des Zauberers. Biografie. Propyläen, Berlin 2003, ISBN 3-549-07191-4.
- Hildegard Möller: Die Frauen der Familie Mann. Piper, München/Zürich 2004, ISBN 3-492-04566-9; ebd. 2005, ISBN 3-492-24576-5.

### Weitere Quellen
- Gottfried Bermann Fischer & Brigitte Bermann Fischer: Briefwechsel mit Autoren. S. Fischer, Frankfurt 2001, ISBN 3-10-021602-4.
- Barbara Hoffmeister (Hrsg.): Familie Mann. Ein Lesebuch mit Bildern. Rowohlt, Reinbek 2001, ISBN 3-499-23197-2.
- Inge und Walter Jens: Katias Mutter. Das außerordentliche Leben der Hedwig Pringsheim. Rowohlt, Reinbek 2005, ISBN 3-498-03337-9.
- Tilmann Lahme: Die Manns. Geschichte einer Familie. S. Fischer, Frankfurt am Main 2015, ISBN 978-3-10-043209-4.
- Peter Lange: Prag empfing uns als Verwandte. Die Familie Mann und die Tschechen. Vitalis, Prag 2021, ISBN 978-3-89919-703-7.
- Erika Mann: Mein Vater, der Zauberer. Rowohlt, Reinbek 1998, ISBN 3-499-22282-5.
- Klaus Mann: Kind dieser Zeit. Rowohlt, Reinbek 2000, ISBN 3-499-22703-7.
- Thomas Mann & Heinrich Mann: Briefwechsel. 1900–1949. Fischer-Taschenbuch-Verlag, Frankfurt 1995, ISBN 3-596-12297-X
- Thomas Mann: Tagebücher. Fischer-Taschenbuch-Verlag, Frankfurt 2003
  - 1933–1934. ISBN 3-596-16061-8.
  - 1935–1936. ISBN 3-596-16062-6.
  - 1937–1939. ISBN 3-596-16063-4.
  - 1940–1943. ISBN 3-596-16064-2.
  - 1944–1946. ISBN 3-596-16065-0.
  - 1946–1948. ISBN 3-596-16066-9.
  - 1949–1950. ISBN 3-596-16067-7.
  - 1951–1952. ISBN 3-596-16068-5.
  - 1953–1955. ISBN 3-596-16069-3.
- Uwe Naumann: Die Kinder der Manns. Ein Familienalbum. Rowohlt, Reinbek 2005, ISBN 3-498-04688-8.
- Donald A. Prater: Thomas Mann – Deutscher und Weltbürger. Eine Biographie. Hanser, München/Wien 1995, ISBN 3-446-15363-2.
- Marcel Reich-Ranicki: Thomas Mann und die Seinen. Deutsche Verlags-Anstalt, Stuttgart 1987, ISBN 3-421-06364-8; Fischer-Taschenbuch-Verlag, Frankfurt 1990, ISBN 3-596-26951-2.
- Michael Stübbe: Die Manns. Genealogie einer deutschen Schriftstellerfamilie. Degener & Co, 2004, ISBN 3-7686-5189-4.
- Francis Nenik / Sebastian Stumpf: Seven Palms. Das Thomas-Mann-Haus in Pacific Palisades, Los Angeles. Spector Books, Leipzig 2018, ISBN 978-3-95905-180-4.
- Elisabeth Plessen: Katia Manns unerwünschte Memoiren. In: Sinn und Form 3/2024, S. 293–300, ISBN 978-3-943297-77-5.

## Film
- Die Manns – Ein Jahrhundertroman Mehrteilige Fernsehverfilmung der Familiengeschichte, 2001.
- Ein Besuch in Kilchberg, Januar 1969. Katia Mann erzählt, Interview von Elisabeth Plessen, Video 82 min., 1969.
- Liebe, Hass & Leidenschaft - Thomas und Katia Mann - Eine bürgerliche Ehe Eine Dokumentation des BR von 1997
- Frau Thomas Mann, Dokumentation, SWR 2005 Film von Birgit Kienzle, Mitarbeit: Elisabeth Plessen